# Scleropogon neglectus
Scleropogon neglectus là một loài ruồi trong họ Asilidae. Scleropogon neglectus được Bromley miêu tả năm 1931. Loài này phân bố ở vùng Tân Bắc giới.